# Warwick, Oklahoma
Warwick är en kommun (town) i Lincoln County i Oklahoma. Vid 2020 års folkräkning hade Warwick 164 invånare.